# FC Puch
Der FC Puch ist ein österreichischer Fußballverein aus der Salzburger Gemeinde Puch bei Hallein. Der Verein spielt derzeit in der Salzburger Liga, der höchsten Spielklasse im Salzburger Fußball und vierthöchsten Liga in Österreich. Im Windschatten des SV Austria Salzburg etablierte sich der FC Puch in den 1990er Jahren als zweitstärkster Fußballverein Salzburgs und lief zwischen 1992 und 1995 in der 2. Division der Bundesliga auf.

## Geschichte

### Geschichte bis 2021
Der Verein wurde am 6. September 1945 als Arbeiter Turn- und Sportverein (ATSV) Puch gegründet und trägt die Klubfarben Schwarz-Weiß. Als Spieler war hier auch der spätere langjährige Präsident der Salzburger Austria, Rudolf Quehenberger tätig. In den 1990er Jahren fungierte der ASVÖ FC Puch (vorübergehend auch FC Wüstenrot Puch genannt) als Satellitenklub des SV Austria Salzburg und spielte in der 2. Division der Bundesliga.
1987 stieg der ASVÖ FC Puch unter Spielertrainer Slavko Kovacic erstmals in die Regionalliga West auf. Kovacic fungierte später als Assistenztrainer der österreichischen Nationalmannschaft unter Hans Krankl und im Jahr 2005 als Co-Betreuer der Nationalmannschaft mit Willi Ruttensteiner und Andreas Herzog.
Nachdem 1990 Austria Salzburg in die Bundesliga aufgestiegen war, kamen viele Nachwuchsspieler der Salzburger, die in der obersten Spielklasse nicht zum Zug kamen, in den Tennengau. Der FC Puch wurde neben dem FC Salzburg immer mehr zur zweiten Kraft im Bundesland und im Juni 1992 konnte der kleine Verein erstmals seinen Aufstieg in die 2. Division der Bundesliga feiern. Die Medienpräsenz sorgte dafür, dass der kleine Ort bei Hallein in ganz Österreich bekannt wurde. 1994 trat Heribert Weber von Austria Salzburg seine erste Trainerstelle beim „kleinen Bruder“ aus dem Tennengau an und trainierte hier den späteren Nationalspieler Robert Ibertsberger. Trotz Webers Engagement und vielen jungen Spielern der Salzburger stieg der FC Puch schließlich wieder aus der zweiten Liga ab.
Bis zur Saison 2016/2017 spielte die Kampfmannschaft dauerhaft in der Salzburger Liga und war in dieser bereits ein etabliertes Team. In dieser Saison kam es jedoch erstmals seit vielen Jahren zum Abstieg in die 5te Leistungsklasse im Österreichischen Fußball, die Salzburger Landesliga.
Doch bereits ein Jahr nach dem bitteren Abstieg und einem großen Kaderumbruch kehrt die Mannschaft um Trainer Slavisa Mirkovic in der Saison 2017/2018 wieder zurück in Salzburgs höchste Amateurklasse. Als Tabellendritter sicherte man sich den direkten Wiederaufstieg in die Salzburger Liga.

### Neuaufstellung in der Salzburger Liga ab 2021
Im Mai 2021 gab es einen Wechsel in der Vereinsführung. Hannes Schildbeck folgte auf Langzeitobmann Peter Weidisch.

#### Saison 2022/23
Im Sommer 2022 konnte der FC Puch den Salzburger Unternehmer Christian Schwaiger als Präsidenten gewinnen. Die Position des Cheftrainers bekleidet Miroslav Bojčeski. Nach zwei Jahren ohne Absteiger aus der Salzburger Liga bestreitet der FC Puch die Saison 2022/2023, die letzte vor der geplanten Ligareform, mit dem erklärten Ziel des Klassenerhalts.
Nach teilweise durchwachsenen Leistungen in der Rückrunde der Saison 2022/2023 wurde Bojčeski mit sofortiger Wirkung entlassen. In weiterer Folge wurde der erst im Winter verpflichtete Routinier Mersudin Jukić als Spielertrainer mit der weiteren Betreuung der Kampfmannschaft bis zum Saisonende betraut. Auch der erst im Herbst 2022 verpflichtete Sportliche Leiter Christof Kopleder verließ den Verein und kehrte zum USC Eugendorf, seiner langjährigen Heimat als Spieler, zurück. Nichtsdestotrotz konnte mit dem Erreichen des 8. Tabellenrangs der ersehnte Verbleib in der Salzburger Liga geschafft werden.

#### Saison 2023/24
Die Saison 2023/24 stand im Zeichen der Ligareform des SFV. Um in der nun aufgewerteten Salzburger Liga bestehen zu können, wurde der Kader um einige Spieler erweitert und mit Andreas Fötschl ein neuer Cheftrainer bestellt. Abseits des Ligabetriebs wurde eine Partnerschaft mit der Nachwuchsakademie des FC Bayern München bekanntgegeben.
Die Hinrunde verlief für den Verein enttäuschend. Daraufhin verließ Trainer Andreas Fötschl den Verein bereits nach einigen Monaten auf eigenen Wunsch wieder. Der bisherige Puch-Spieler Mersudin Jukić beendete seine aktive Karriere und übernahm daraufhin das Amt des Cheftrainers. Kurz darauf schied der Verein beim prestigeträchtigen Hallenturnier Salzburger Stier ohne Sieg aus.
Auch die Rückrunde der Saison 2024/24 verlief für den Verein wechselhaft. So verlor der FC Puch unter anderem gegen den bis dahin sieglosen SAK, den Ex-Verein von Puch-Präsident Christian Schwaiger, und kassierte auch gegen den SV Seekirchen eine 8:0-Niederlage. Schlussendlich belegte man den 8. von 16 Tabellenplätzen.

#### Saison 2024/25
In Vorbereitung auf die neue Saison tauschte der Verein einen Gutteil des Kaders aus. So wurden beinahe ein Dutzend neue Spieler engagiert. Einige Spieler besitzen Spielerfahrung in höheren Ligen oder wurden von Profivereinen ausgebildet. Nach Bekanntwerden diverser hochklassiger Neuzugänge wurde der FC Puch von Medien als Titelanwärter in der Salzburger Liga gehandelt. Auch Präsident Schwaiger gab nach der enttäuschenden Vorsaison den Aufstieg in die Regionalliga West als klares Saisonziel aus.
Der Saisonauftakt verlief für den ehrgeizigen Verein allerdings enttäuschend. Nach Niederlagen gegen die Ligakonkurrenten Siezenheim und Bürmoos in den ersten beiden Runden der Salzburger Liga rückte der ersehnte Aufstieg bereits in weite Ferne. Präsident Schweiger hinterfragte daraufhin die Leistungsbereitschaft seiner Truppe und kündigte Gespräche an.
Nachdem der Verein in den ersten zehn Spielen nur 13 Punkte hatte erspielen können, trennte man sich mit sofortiger Wirkung von Cheftrainer Mersudin Jukić. Bereits nach wenigen Tagen konnte mit der Verpflichtung des Salzburger Jahrhundert-Fußballers Heimo Pfeifenberger ein prominenter Nachfolger für den vakanten Posten des Cheftrainers gefunden werden. Der Ex-Profi, welcher in seiner aktiven Laufbahn 40 Spiele für die Österreichische Fußballnationalmannschaft bestritten hat und später mit dem SC Wiener Neustadt sowie dem Wolfsberger AC bereits zwei Bundesligavereine als Trainer betreute, soll vorerst bis zur Winterpause beim FC Puch bleiben und die Mannschaft stabilisieren.

## Bekannte Spieler und Trainer
- Franz Fegg (Trainer)
- Andreas Fötschl (Trainer und Spieler)
- Robert Ibertsberger
- Heimo Pfeifenberger (Trainer)
- Gernot Plassnegger
- Miroslav Polák (Trainer)
- Heribert Weber (Trainer)
- Philipp Wiesinger
- Hannes Winklbauer (Trainer)